# دونالد بي. إليوت
دونالد بي. إليوت (بالإنجليزية: Donald B. Elliott)‏ هو سياسي أمريكي، ولد في 18 أكتوبر 1931 في بالتيمور في الولايات المتحدة. حزبياً، نشط في الحزب الجمهوري. وقد انتخب عضو مجلس النواب لولاية ماريلند.